# Fiordo di Sermilik (Sermersooq)

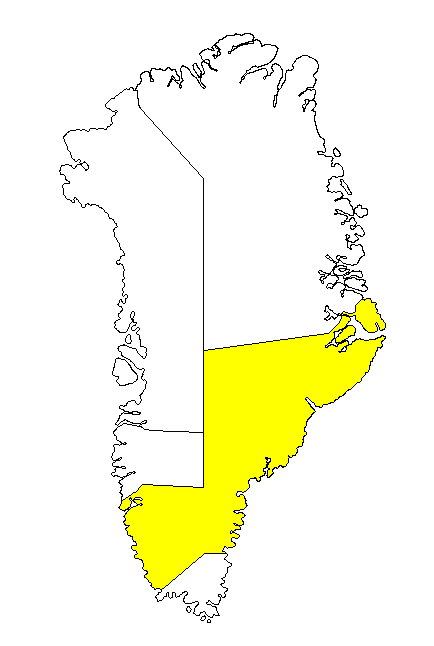
Comune di Sermersooq, dove si trova il Fiordo di Sermilik

Il fiordo di Sermilik è un fiordo della Groenlandia di 30 km. Si trova a 63°31'N 50°58'O; appartiene al comune di Sermersooq.